# Alfons Dzięciołowski

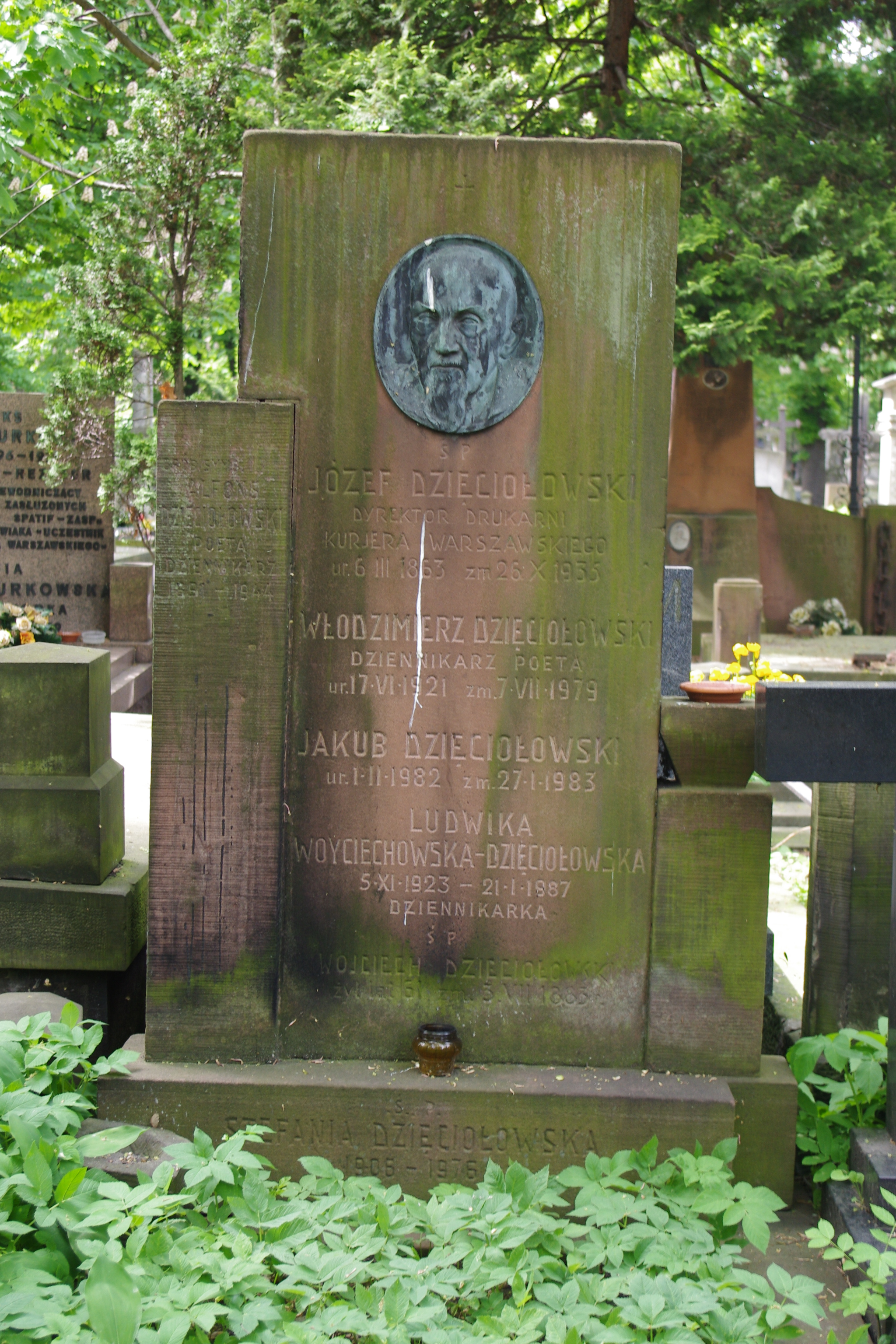
Symboliczny grób poety Alfonsa Dzięciołowskiego na Starych Powązkach w Warszawie

Alfons Wojciech Dzięciołowski, ps. Powracki, Andrzej Trzaska (ur. 20 października 1891 w Warszawie, zm. sierpień 1944 tamże) – polski poeta i dziennikarz, 

## Życiorys
Urodził się 20 października 1891 w Warszawie, w rodzinie Józefa (1863–1935), dyrektora drukarni „Kuriera Warszawskiego”, i Ewy z Siennickich. Ukończył gimnazjum w Warszawie i wydział humanistyczny Towarzystwa Kursów Naukowych. Był członkiem PPS, następnie POW (1915–1916). Był związany przez kilka lat z Tomaszowem Mazowieckim, jako nauczyciel polskiego i opiekun szkolnego teatru w dzisiejszym Liceum Ogólnokształcącym im. Dąbrowskiego. W latach 1927–1930 pełnił funkcję przewodniczącego rady miejskiej w Tomaszowie Mazowieckim. Był tam także prezesem zarządu oddziału Związku Nauczycieli Szkół Średnich. Współpracował z „Kurierem Warszawskim”. Członek Towarzystwa Literatów i Dziennikarzy.
Autor znanej piosenki legionowej „Pieśń o Józefie Piłsudskim”. Piosenkę znaleźć można między innymi we Wstań Polsko moja. Antologia poezji i piosenki z okresu I wojny światowej (Kr.: Wydawnictwo Krzyża Nowohuckiego 1981).
Zmarł podczas powstania warszawskiego. Pochowany na Cmentarzu Powstańców Warszawy. Jego symboliczny grób znajduje się na cmentarzu Powązkowskim w grobowcu rodzinnym (kwatera 173-1-5), gdzie spoczywają także jego ojciec Józef i syn Włodzimierz (1921–1979), także poeta i dziennikarz.

## Ordery i odznaczenia
- Krzyż Niepodległości (9 listopada 1933)[5]